# Чимбаровка
Чимбаровка (укр. Чимбарівка) — село в Каменец-Подольском районе Хмельницкой области Украины.
Население по переписи 2001 года составляло 140 человек. Почтовый индекс — 32473. Телефонный код — 3858. Занимает площадь 0,529 км². Код КОАТУУ — 6821880605.

## Местная власть
32400, Хмельницкая обл., Каменец-Подольский р-н, г. Дунаевцы, ул. Шевченко, 50